# Полифема
Полифема је личност из грчке митологије.

## Етимологија
Њено име има значење „чувена“.

## Митологија
Према неким ауторима, била је Есонова супруга и мајка Јасона и Промаха. Међутим, њено име се у различитим изворима разликује, па су друга имена Амфинома, Перимеда, Алкимеда, Полимеда, Полимела, Скарфа и Арна.